# Щепкін Андрій
Андрій Щепкін (ісп. Andrei Xepkin; нар. 1 травня 1965, Нова Каховка, Херсонська область, Українська РСР) — радянський, український і іспанський гандболіст. Бронзовий призер Олімпіади-2000 у складі збірної Іспанії, віце-чемпіон світу в складі збірної СРСР, віце-чемпіон Європи у складі збірної Іспанії.
Зріст — 210 см, вага — 124 кг.

## Біографія
Закінчив Київський спортінтернат у 1982 році. Спортивну кар'єру розпочав у команді «Сільгоспакадемія», яка виступала в 1-й лізі чемпіонату СРСР. Грав також за команди ЗІІ м. Запоріжжя у вищій лізі чемпіонату СРСР. Готувався до Олімпійських ігор у Сеулі-1988 у складі збірної СРСР.
Після розпаду СРСР до 1997 року виступав за збірну України[джерело?], а потім прийняв іспанське громадянство і став виступати за збірну цієї країни. За збірну СРСР провів 151 матч, за збірну Іспанії — 80.

## Досягнення
- Сім разів виграв європейську Лігу чемпіонів (6 разів із «Барселоною», 1 раз з «Кілем»).
- Шестиразовий чемпіон Іспанії.